# Saint-Jean-de-Rebervilliers
Saint-Jean-de-Rebervilliers è un comune francese di 222 abitanti situato nel dipartimento dell'Eure-et-Loir nella regione del Centro-Valle della Loira.

## Società

### Evoluzione demografica
Abitanti censiti